# Gotha Go 244
Gotha Go-244 – niemiecki motoszybowiec transportowy z okresu II wojny światowej.

## Historia
Latem 1942 roku, w trakcie prac nad szybowcem transportowym Gotha Go 242, rozpoczęto również prace nad jego wersją silnikową. Niemieccy sztabowcy zakładali, że taka maszyna będzie zdolna, po wyładowaniu desantu, do samodzielnego startu i powrotu na macierzyste lotnisko po kolejny ładunek.  Do prób wykorzystywano różne silniki: niemiecki BMW 312 o mocy 865 KM, radziecki M-25 o mocy 800 KM i francuski Gnôme-Rhône 14M06/07 o mocy 700 KM. Ostatecznie ten ostatni silnik został wybrany jako silnik do wersji silnikowej, która otrzymała oznaczenie Gotha Go 244. W konstrukcji wprowadzono zmiany polegające na zainstalowaniu zbiorników paliwa oraz wyposażeniu kabiny pilotów w przyrządy konieczne do lotu silnikowego.
Początkowo motoszybowce powstawały w wyniku przebudowy szybowców Gotha Go 242, które przerobiono na wersję silnikową. Już po wprowadzeniu do użytku tych motoszybowców podjęto produkcję serii silnikowej oznaczonej jako Gotha Go 224B-5. Łącznie wyprodukowano 174 motoszybowce, z czego przebudowano 133 szybowce Gotha Go 242 oraz zbudowano od podstaw 41 motoszybowców Gotha Go 244. W trakcie eksploatacji okazało się, że użyto silników o zbyt niskiej mocy.

## Użycie
Motoszybowce Gotha Go 244 zamierzano użyć do transportu zaopatrzenia na froncie wschodnim. Początkowo wprowadzono je na wyposażenie dywizjonów KGrzbV 104 w Grecji i KGrsbV 106 na Krecie, później otrzymała je jedna jednostka na froncie wschodnim. W trakcie eksploatacji okazało się, że szybowce dysponują zbyt słabymi silnikami. Lot na jednym silniku był możliwy jednie w przypadku pustego motoszybowca.
W związku z tym po krótkim okresie ich eksploatacji w warunkach frontowych, wycofano je z jednostek liniowych i przekazano do szkół dla żołnierzy wojsk powietrznodesantowych, gdzie były wykorzystywane do końca wojny.

## Opis konstrukcji
Motoszybowiec Gotha Go 244 miał identyczną konstrukcję jak szybowiec Gotha Go 242, jedyną różnicą było zastosowanie dwóch silników umieszczonych w gondolach na skrzydłach, które napędzały trójłopatowe śmigła Raiter o zmiennym skoku. W wersjach Go 244C-1 i Go244 C-2 stosowano śmigła czterołopatowe o stałym skoku.